# Dobro in zlo (album)
Dobro in zlo je drugi studijski album slovenske hard rock skupine Šank Rock, izdan leta 1988 pri ZKP RTV Ljubljana. Pred snemanjem album sta skupino zapustila kitarist Miro Mramor in klaviaturist Peter Slanič.
Slednjega je nadomestil Davor Klarič, ki je ostal član skupine do leta 2010.

## Seznam pesmi
| Št. | Naslov            | Dolžina |
| --- | ----------------- | ------- |
| 1.  | „Hitro drugam‟    |         |
| 2.  | „Ljubi me‟        |         |
| 3.  | „Dobro in zlo‟    |         |
| 4.  | „Nič se ne boj‟   |         |
| 5.  | „Tvoje oči‟       |         |
| 6.  | „Gremo vsi‟       |         |
| 7.  | „Metulj‟          |         |
| 8.  | „Ne dam se‟       |         |
| 9.  | „Ni mi mar‟       |         |
| 10. | „Vzemi me k sebi‟ |         |

## Zasedba

### Šank Rock
- Matjaž Jelen — vokal
- Zvone Hranjec — kitara, vokal
- Davor Klarič — klaviature, vokal
- Cveto Polak — bas kitara
- Aleš Uranjek — bobni

Urednik: Ivo Umek
Odgovorni urednik: Jure Robežnik
Tonska mojstra: Iztok Černe, Andrej Nanut